# Fostoria
Fostoria byl rod menšího býložravého dinosaura ze skupiny Iguanodontia. Žil asi před 100 až 94 miliony let (raná svrchní křída, geologický věk cenoman) na území dnešní jižní Austrálie (Nový Jižní Wales).

## Objev
Fosilie nejméně čtyř jedinců tohoto ornitopoda byly objeveny v sedimentech souvrství Griman Creek v oblasti Lightning Ridge a byly kompletně zachovány v opálu. Formálně byl druh F. dhimbangunmal popsán týmem paleontologů v červnu roku 2019.

## Zařazení
Podle provedené fylogenetické analýzy byl rod Fostoria příbuzný dalším gondwanským iguanodontům druhů Anabisetia saldiviai, Talenkauen santacrucensis a Muttaburrasaurus langdoni.